# マックス・デキュジス
マックス・デキュジス（Max Décugis, 1882年9月24日 - 1978年9月6日）は、フランス・パリ出身の男子テニス選手。フルネームは Maxime Omer Décugis （マキシム・オメール・デキュジス）という。フランスが生んだ最初の偉大なテニス選手として、黎明期の全仏選手権で男子シングルス8勝、男子ダブルス13勝、混合ダブルス7勝を挙げ、総計「28」の全仏タイトルを獲得した。デキュジスは国際的にも活躍し、1906年のアテネ中間五輪で男子シングルス・男子ダブルス・混合ダブルスの3部門すべてに金メダルを獲得し、1911年にはウィンブルドン選手権の男子ダブルスでも優勝した。第1次世界大戦後の1920年アントワープオリンピックでも、混合ダブルスの金メダルと男子ダブルスの銅メダル獲得がある。彼の時代の全仏選手権は、出場資格がフランス人選手のみに限定されていたため、デキュジスの優勝記録はテニス界の「公認記録」に含められていない。デキュジスのテニスは、パワフルな躍動感と楽しさにあふれていたという。

## 来歴
マックス・デキュジスは学生時代をイギリスで過ごし、18歳の時に地元開催のパリ五輪でオリンピックに初参加した。この大会では、彼はアメリカから出場したバシル・スポールディング・デ・ガーメンディア（1860年 - 1932年）と男子ダブルスのペアを組み、決勝でイギリス代表のレジナルド・ドハティー&ローレンス・ドハティー組（兄弟ペア）に 1-6, 1-6, 0-6 で完敗した。針金のようにしなやかな、素速いデキュジスの動きを見て、弟のローレンスは「世界で最も有望な若手選手だ」という賞賛の言葉を贈った。最初期のオリンピックのテニス競技は、国単位ではなく個人でエントリーしたことから、男子ダブルスや混合ダブルスでは違う国の選手がペアを組む「混合チーム」も存在した。
デキュジスは1902年から全仏選手権で活躍を始め、この年から1909年まで男子ダブルスに8連覇を達成する。男子シングルスは翌1903年に初優勝した。最初期の全仏選手権は、選手のフルネームや試合結果に正確な記録が残っていないものが多い。そのため、デキュジスの優勝スコアや対戦相手もかなりの記録が欠落している。1900年代のデキュジスは、同僚選手のモーリス・ジェルモー（1882年 - 1958年）とダブルスのペアを組んだり、シングルス決勝で対戦することが多かった。1906年のアテネ中間五輪で、デキュジスは男子シングルス・男子ダブルス・混合ダブルスの3部門すべてに金メダルを獲得する偉業を達成した。男子シングルス決勝ではジェルモーを 6-1, 7-9, 6-1, 6-1 で破り、男子ダブルスではジェルモーと組んで地元ギリシャのペアに勝ち、混合ダブルスでは妻のマリー・デキュジス（1884年 - 1969年）と組んで、3つの金メダルを獲得した。（この中間五輪も、現在はオリンピックの公式記録に数えられない。）
全仏選手権で優勝記録を積み重ねながら、デキュジスは1911年のウィンブルドン選手権でも男子ダブルス優勝の偉業を達成した。この大会では、最大の親友であったジェルモーではなく、アンドレ・ゴベール（1890年 - 1951年）とペアを組んで出場した。デキュジスとゴベールは、決勝でジョシア・リッチー（イギリス）&アンソニー・ワイルディング（ニュージーランド）組を 9-7, 5-7, 6-3, 2-6, 6-2 で破り、フランス人のテニス選手として最初のウィンブルドン優勝者になった。1914年までの間に、デキュジスの全仏優勝回数は男子シングルス8勝、男子ダブルス12勝、混合ダブルス6勝にのぼった。この年に第1次世界大戦が勃発し、全仏選手権は1920年まで開催が中止された。
第1次世界大戦の終結から1年半後、1920年から全仏選手権も6年ぶりに再開された。デキュジスも戦争による6年のブランクの後、再び大会に戻ってくる。38歳になったデキュジスは、モーリス・ジェルモーと組んだ男子ダブルスとスザンヌ・ランランとの混合ダブルスでは復活優勝を果たしたが、男子シングルス決勝ではアンドレ・ゴベールに 3-6, 6-3, 6-1, 2-6, 3-6 で敗れた。デキュジスは同年のアントワープ五輪にも出場し、スザンヌ・ランランとペアを組んだ混合ダブルスで金メダルを獲得した。男子ダブルスでは、ピエール・アルバランと組んで銅メダルを獲得している。デキュジスとアルバランは、男子ダブルス準決勝でイギリスのマックス・ウーズナム&オズワルド・ターンブル組に敗れたが、準決勝敗退の2組による銅メダル決定戦を制し、同じフランスペアのジャック・ブルニョン&フランソワ・ブランシーに勝って銅メダルを獲得した。（この大会の男子ダブルスは、日本の熊谷一弥&柏尾誠一郎組が銀メダルを獲得した。）
デキュジスの最後の全仏男子シングルス決勝戦は、1923年にフランソワ・ブランシーに敗れた準優勝であるが、この時は41歳を迎えていた。終戦後に再開された全仏選手権からは、試合結果や選手の名前も正確な記録が行われるようになった。1925年から全仏選手権は国際大会となり、フランス人以外の選手にも出場資格が与えられるようになったが、デキュジスの長いテニス経歴はその前に終わっている。
選手引退後のデキュジスについてはあまり知られていないが、彼は長寿にも恵まれた。全仏選手権の黎明期を築いたマックス・デキュジスは、96歳の誕生日を迎える18日前の1978年9月6日にフランス・ビオットで亡くなった。

## 主な成績
- 全仏選手権
  - 男子シングルス：8勝（1903年&1904年・1907年-1909年・1912年-1914年）
  - 男子ダブルス：13勝（1902年-1909年・1911年-1914年・1920年）
  - 混合ダブルス：7勝（1904年-1906年・1908年&1909年・1914年・1920年）
- ウィンブルドン選手権 男子ダブルス：1勝（1911年）
- オリンピック
  - 1900年パリ五輪：銀メダル
  - 1906年アテネ五輪：金メダル（男子シングルス・男子ダブルス・混合ダブルス）
  - 1920年アントワープ五輪：金メダル（混合ダブルス）、銅メダル（男子ダブルス）